# Forkhill
Forkhill ou Forkill (/fɔːrkˈhɪl/ fork-HIL, /fɔːrˈkɪl/ for-KIL ; de l'irlandais : Foirceal, qui signifie " creux ") est un petit village et une paroisse civile dans le sud du comté d'Armagh, en Irlande du Nord. Il se trouve dans l'anneau de Gullion et, lors du recensement de 2011, sa population était de 498 habitants. Il se trouve dans l'ancienne baronnie d'Orior Upper.
Son nom, dérivé du mot irlandais foirceal peut faire référence à la position du village sur un terrain plat entre les grandes collines de Tievecrom (à l'est) et de Croslieve (à l'ouest).

## Histoire
Les terres de la paroisse ont été attribuées par Elizabeth I au capitaine Thomas Chatterton et par James II à Lord Audley à condition qu'elles soient occupées par des Anglais, mais en 1659, elles étaient encore presque entièrement occupées par des Irlandais de souche. Selon les termes d'un trust établi par un propriétaire ultérieur, Richard Jackson, une grande partie de la propriété a été déclarée en friche et réinstallée en 1787-91 dans le but d'encourager l'industrie du lin, la plupart des nouveaux colons étant protestants. Il s'ensuivit de graves violations de la paix, qui ont été attribuées non pas au sectarisme, mais par L. M. Cullen aux conflits politiques entre les membres de la noblesse, et par David Millar à l'affaiblissement des disciplines sociales imposées à la classe de plus en plus indépendante des tisserands de lin qualifiés, tant protestants que catholiques.
Les Defenders sont apparus autour de Forkhill au début des années 1790 et ont été responsables en 1791 d'une attaque contre la famille du maître d'école local, Alexander Berkley, qui a été si sauvage qu'on s'en souvient avec horreur et indignation pendant plus de cent ans, à la fois dans le village et (bien que l'attaque de Berkley n'ait pas été provoquée par des motifs sectaires) plus largement dans la communauté orangiste. Belmont, une caserne militaire, fut établie dans la paroisse en 1795, et une Yeomanry de Forkhill en 1796 ; et un affrontement avec les Irlandais unis en mai 1797 ainsi que l'incendie de Forkhill Lodge furent suivis d'une politique de terreur militaire qui, localement, mina la levée de 1798 prévue au point de la paralyser.
C'est en 1821 que le premier recensement de Forkhill a été effectué avec succès. Environ 10 % des 7 063 habitants étaient protestants et, entre les deux confessions, la taille moyenne des familles était identique, à savoir un peu plus de 5 personnes, les deux employaient des domestiques dans des proportions à peu près égales et les deux étaient pour la plupart situés sur de petites fermes. Lors d'une enquête nationale réalisée en 1835, trois résidents locaux ont répondu pour Forkhill : Le révérend William Smith (Église d'Irlande), le révérend Daniel O'Rafferty (catholique) et le major Arthur A. Bernard (magistrat résident). Ils ont indiqué que la plupart des familles étaient engagées dans des travaux manuels, souvent à la recherche d'emplois saisonniers ailleurs au Royaume-Uni, et que les femmes ne travaillaient plus dans les métiers du lin ; les loyers étaient de 1 £ par an pour une petite cabane, ou de 2 £ s'il y avait un jardin de pommes de terre. Le recensement de 1851 portait sur la langue et a révélé qu'environ un tiers des habitants de la baronnie parlaient irlandais (bien que presque tous aient au moins une certaine connaissance de l'anglais).
Richard Jackson's will had provided for free schooling of a Protestant character for the poor children of the parish. In 1825 about a quarter of the parish children were enrolled, of whom about two-thirds were Catholic. Following an intensification of sectarian feeling in the 1820s, Fr Daniel O’Rafferty, the parish priest, applied in 1834 for a national school in the parish, which opened in Maphoner in August. Jackson's legacy also saw a dispensary set up in Forkhill in 1821, a two-storey building attended by a doctor, Samuel Walker, three days a week and for emergencies.
En 1832, une violente opposition au système des dîmes a atteint Forkhill et a été associée au Rubanisme, se poursuivant par une série d'attaques et de meurtres jusqu'à l'adoption du Tithe Rent Charge Act 1838, qui a rendu la dîme payable par les propriétaires terriens. Toutefois, cette source de ressentiment a rapidement été supplantée par les questions de loyer et de sécurité, les demandes persistantes de baux en bonne et due forme ayant été refusées au début des années 1840, le domaine de Forkhill préférant traiter avec des locataires en chef qui sous-louaient à des conditions difficiles, un système donnant lieu à une intimidation et à une violence généralisées, sans égard pour l'appartenance religieuse. La famine de la fin des années 1840, au cours de laquelle les décès et les migrations ont réduit la population de la paroisse d'environ un quart, a fini par réduire la pression sur les terres ; mais les problèmes n'ont pas tardé à réapparaître, et l'assassinat presque réussi du magistrat de Killeavy, Meredith Chambré, le 20 janvier 1852, alors qu'il quittait le village de Forkhill, a donné lieu à une dénonciation par la reine Victoria et à la constitution d'une commission parlementaire spéciale sur les outrages. À la fin des années 1850, les pressions exercées par les autorités et l'Église catholique, la création d'un tribunal de petite instance à Forkhill et la loi de réforme irlandaise de 1850, qui a étendu le droit de vote, ont contribué à améliorer la situation.
Forkhill, ainsi que le reste de l'Armagh du Sud, aurait été transféré à l'État libre d'Irlande si les recommandations de la Commission des frontières irlandaises avaient été mises en œuvre en 1925.

## Sport
Forkhill est le siège de Forkhill Peadar Ó Doirnín GAC, qui est l'un des plus anciens clubs de Armagh GAA, ayant été fondé en 1888.[réf. nécessaire] Le nom du club de football gaélique commémore le poète du XVIIIe siècle Peadar Ó Doirnín.

## Éducation
Oliver Plunkett's Primary School est l'école primaire locale et, en 2018, elle comptait plus de 130 élèves inscrits.